# Dun Cuier

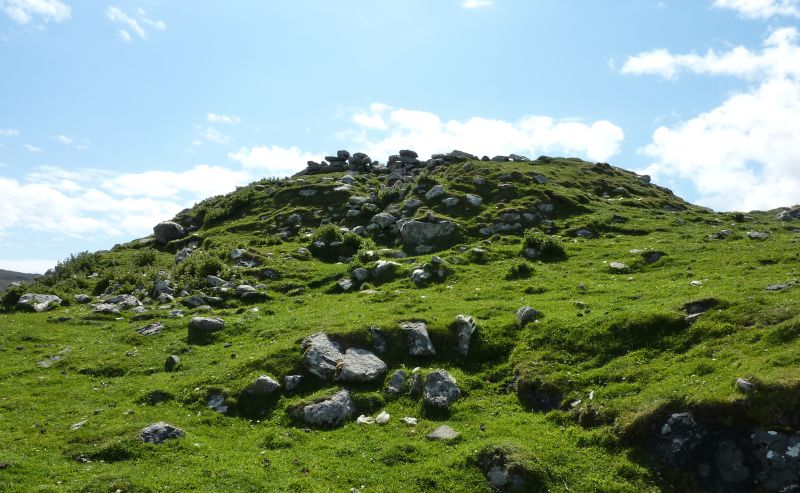
Dun Cuier vanaf het westen.

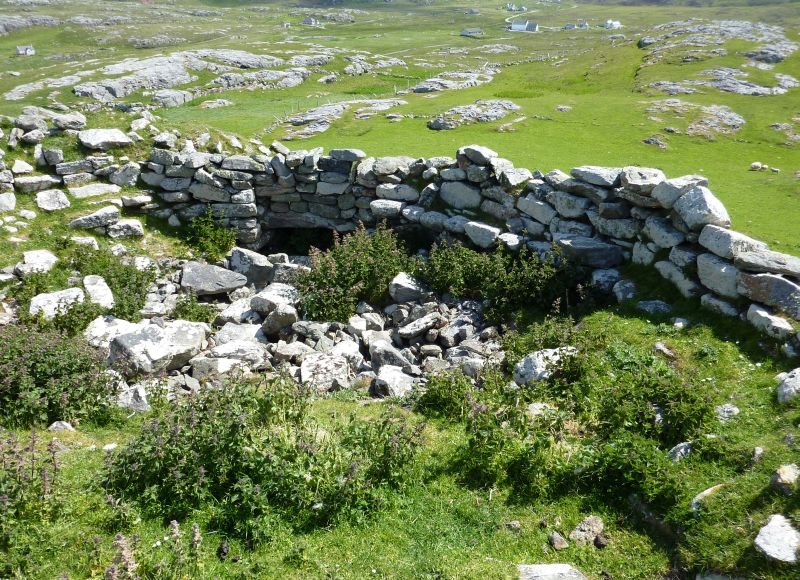
Het inwendige van de broch vanaf het zuidwesten. Net rechts van de ingang is de reeks stenen in de muur zichtbaar die de scarcement ledge vormen.

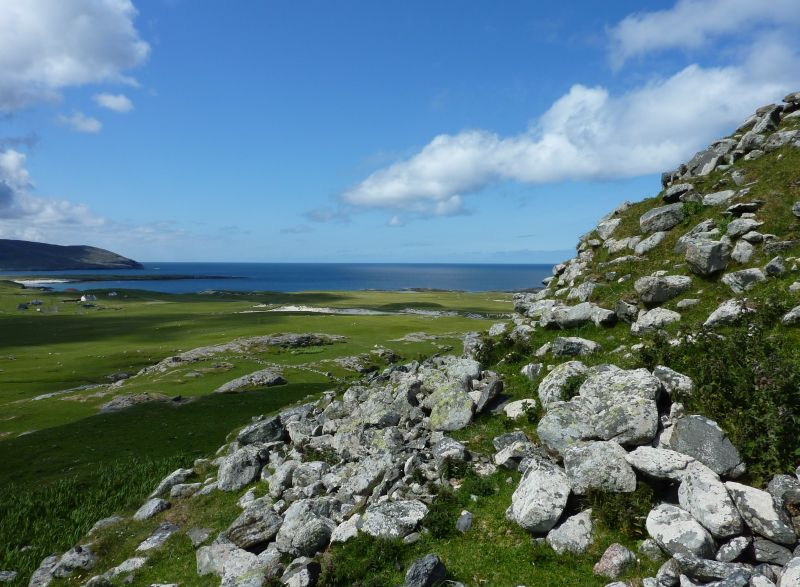
Uitzicht naar het zuidwesten met rechts de broch.

Dun Cuier, ook Dun Chuidhir of Dun Chuithir genoemd, is een broch, een gebouw uit de IJzertijd, gelegen bij de plaats Cuier in het noordwesten van Barra in de Schotse Buiten-Hebriden.

## Locatie en naam
Dun Cuier ligt boven op een hoge rots met een vrij steile helling. De top van de rots ligt ongeveer 60 meter boven zeeniveau. Vanaf de broch heeft men zowel uitzicht over de oceaan als over het omliggende land. De term "dun" geeft aan dat het om een versterkte plaats gaat. Verder is de broch vernoemd naar het nabijgelegen plaatsje "Cuier".

## Geschiedenis
Er is geen precieze datering van Dun Cuier. De meeste brochs stammen echter uit de periode van 100 v. Chr. tot 100 na Chr. Tussen 1953 en 1955 werd er tweemaal gedurende een periode van drie weken, archeologisch onderzoek verricht op de locatie van Dun Cuier. De gebruiksvoorwerpen die tijdens deze opgravingen werden gevonden, werden voornamelijk gedateerd tot de periode van de derde tot en met de zevende eeuw n. Chr. Ook werd er naar aanleiding van deze opgravingen een beschrijving van de broch gemaakt. Artikelen uit het einde van de twintigste eeuw halen deze opgravingen echter aan als voorbeeld hoe men foutief voorwerpen uit verschillende periodes door elkaar kan halen en als voorbeeld van het niet goed herkennen van verschillende fasen van constructie door opeenvolgende bewoners.

## Bouw
De broch bestond oorspronkelijk, zoals gebruikelijk voor een broch, uit een ronde stenen toren met een ronde open ruimte in het midden. De toren is echter een ruïne geworden, die op de hoogste plek nog ongeveer 2,5 meter hoog is. De diameter van het totale gebouw is negentien meter en de diameter van de binnenste ronde ruimte is negen meter. De toegang van de broch, bestaande uit een smalle gang door de gehele muur heen, is op het oosten gericht. De lengte van de toegangsgang is zes meter. Opvallend is dat de muur boven de ingang anno 2009 iets hoger is ten opzichte van de foto's van de opgravingen rond 1955.
De muur van de broch aan de zuid- en noordzijde bestaat op het niveau van de begane grond al uit twee wanden, waardoor de broch geclassificeerd kan worden als een ground-galleried broch. Bijzonder voor een broch is dat er geen aanwijzingen zijn voor kamers in het inwendige van de muur, ook niet naast de ingang (de zogenaamde guard-cells). In het inwendige van de broch is een zogenaamde scarcement ledge zichtbaar. Deze structuur bestaat uit een dunne stenen rand die uitsteekt van de muur en de gehele omtrek van de binnenzijde van de broch omvat. Men vermoedt dat een dergelijke structuur gebruikt werd om steun te geven aan een vloer of het dak van de broch.
In een latere periode, vermoedelijk het midden van de achttiende eeuw, is in het binnenste van de broch een rechthoekig gebouw geconstrueerd, waarbij stenen van de broch zijn gebruikt. De lengte-as van dit gebouw is oost-westelijk georiënteerd.

## Vondsten
Tijdens de opgravingen in de tweede helft van de twintigste eeuw, werden in de oppervlakkige aardlagen onder andere een pijp van klei en een mes van bot gevonden, vermoedelijk afkomstig uit het midden van de achttiende eeuw. Hiernaast werden er veel potscherven gevonden, enkele bronzen en ijzeren gebruiksvoorwerpen en verder onder andere kammen, naalden en kralen van bot. Deze voorwerpen werden tijdens de opgravingen gedateerd tot de periode van de derde tot en met de zevende eeuw. Zoals eerder vermeld, zijn er meerdere archeologen aan het einde van de twintigste eeuw, die de dateringen in twijfel trekken.